# Jumel
Jumel je francouzská obec v departementu Somme v regionu Hauts-de-France. V roce 2010 zde žilo 358 obyvatel.

## Vývoj počtu obyvatel
Počet obyvatel 